# Pietro Ferrabosco

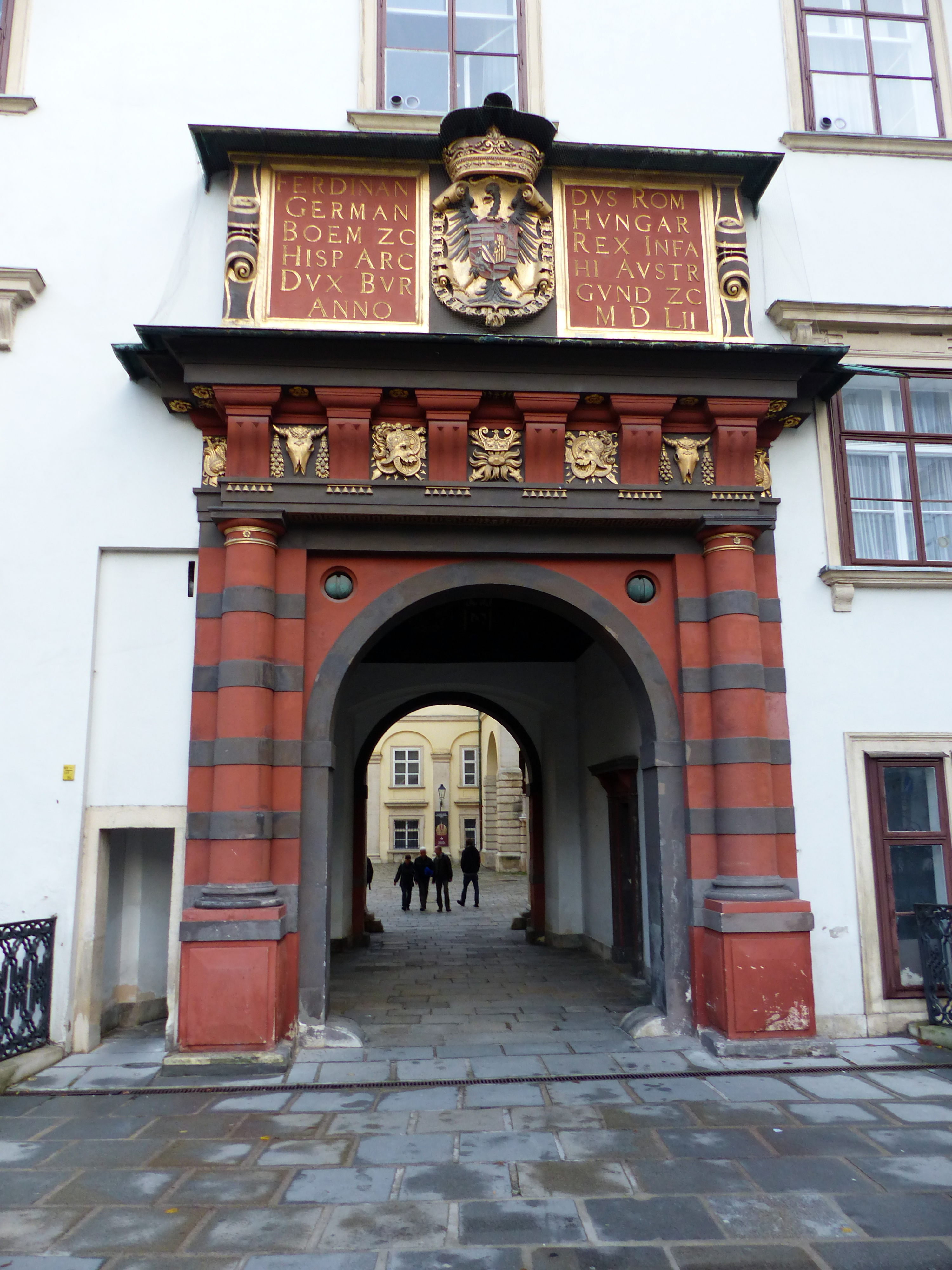
Švýcarská brána (Schweizertor) ve vídeňském Hofburgu

Pietro Ferrabosco di Lagno (kolem roku 1512?, Laino u Coma – 1599, Lugano) byl italský malíř, stavitel a architekt, činný v Rakousku a Uhrách.

## Život
Pocházel ze Severní Itálie, narodil se jako syn zednického mistra Martina Ferrabosca. Od roku 1542 působil ve službách Habsburků v rakouských a uherských zemích, kde po následujících čtyřicet let vytvořil množství renesančních staveb.
Zpočátku sloužil v armádě jako voják a vojenský malíř v Uhrách. Od roku 1551 byl dvorním malířem císaře Ferdinanda I. ve Vídni. V následujících letech působil také v Praze, ovšem jeho přesná úloha ani funkce nejsou zcela jasné. V roce 1554 se zřejmě podílel na výstavbě některých částí Nového královského paláce Pražského hradu.
Po dokončení nelehkého úkolu dunajského opevnění ve Vídni mu byl v roce 1556 propůjčen titul říšského rytíře (Ferrabosco di Lagno). V roce 1559 si u císaře stěžoval na nízký plat, a na skutečnost, že kvůli velkému pracovnímu vytížení na stavbách zanedbává malířství. Také se ucházel o post stavebního superintendenta ve Vídni, avšak neúspěšně, neboť neovládal němčinu.
Roku 1572 mu císařský doporučující dopis zajistil čestné občanství v Comu. V roce 1588 podal u arcivévody Arnošta žádost o propuštění a odstěhoval se zpět se svým otcem, manželkou a služebnictvem ke Komskému jezeru. Žádné další zprávy o jeho životě nejsou známy.
Zemřel v Luganu v roce 1599.

## Dílo
- Stavba bratislavského zámku, vrchní stavitel, Bratislava (1550–1562)
- Švýcarská brána (Schweizertor) a zřejmě také Švýcarská kašna (Schweizerhofbrunnen) v Hofburgu, Vídeň (1552), stavba a malby
- Fresky v Augustinské chodbě v Hofburgu, Vídeň (1550–1553), nedochovaly se
- Stavba pevnosti, Trnava (1553)
- Stavba části Nového královského paláce Pražského hradu, Praha (1554)
- Malby a zlacení Velkopátečního hrobu, Hradní kaple, Vídeň (1555)
- Opevnění, Sibiu (1556)
- Pevnost, Komárno
- Opevnění, Ráb (Győr) (1557)
- Dvorní špitál, Vídeň (1558), jako poradce Herma Schallautzera při stavbě
- Opevnění, Szigetvár (1558–1560)
- Zámek Kaiserebersdorf (1558–1561)
- Dvorní kostel (Hofkirche), Innsbruck (1559), jako poradce Jacopa Strady
- Jezuitská kolej, Vídeň (1562), stavitel
- Stavba pevnosti, Vídeň (od roku 1562), stavitel
- Hradby pevnosti, Ráb (Győr) (1564)
- Opevnění, Bratislava (1565)
- Rohové bašty pevnosti, Nagykanizsa (1566)
- Stavba pevnosti, Nagykanizsa (1568–1577)
- Zámek Neugebäude, Vídeň (od roku 1569)
- "Karlsbau" zámku ve Štýrském Hradci (1570)
- Stavba pevnosti na zámku a městských hradeb, Eger (1574)
- Dvorní kancléřství, Vídeň (1574–1576), přestavba
- Válcové věže a malé nárožní bašty na zámku, Trenčín (1580–1582)
- Ernestinská budova Hofburgu (dnešní Amalienburg), Vídeň (1581)
- Arsenal, Vídeň (1582), stavitel
- Lovecký zámeček v Hlavenci (1582)
- Zámek, Linec (1582)
- Nový Zámek, Banská Štiavnica (1564–1571)
- Klášter klarisek (Königinkloster), Vídeň (1582–1583), návrh
- Zámek Weitra (1583)